# Arthur Maia
Arthur Maia (født 13. oktober 1992, død 28. november 2016) var en brasiliansk fodboldspiller.